# Ос (приток Мурга)
Ос (нем. Oos), также называемая Осбах (нем. Oosbach), — река в северной части Шварцвальда и Верхнерейнской низменности. Она протекает через Баден-Баден и впадает в Мург через 25 километров в Раштатте.
Длина реки — 25,190 км. Средний расход воды — 0,2 м³/с (Баден-Баден).

## География

### Исток

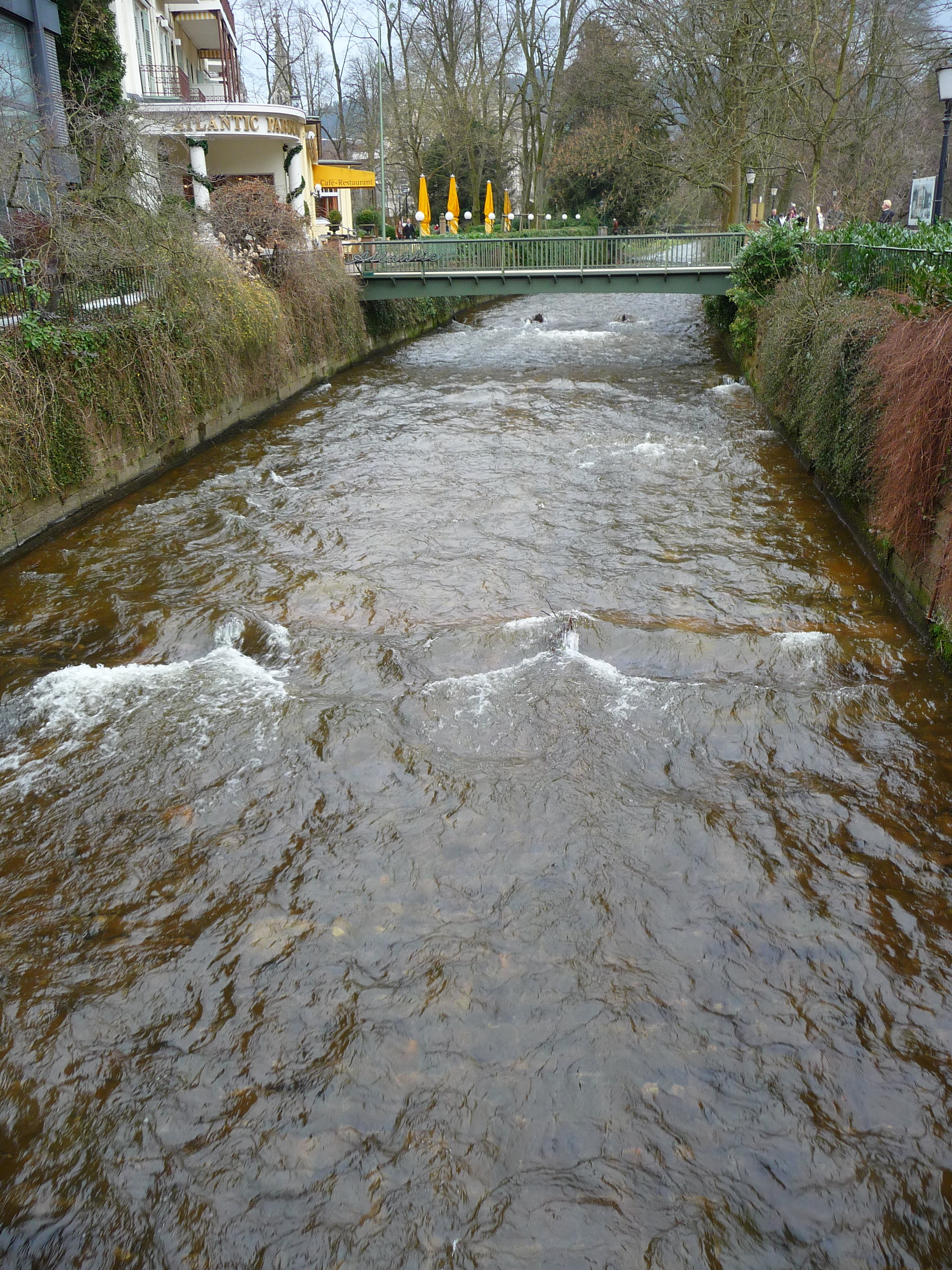
Вид на Ос и Райнхард-Физер-Брюке в Баден-Бадене на Лихтенталер-аллее

Истоки реки Ос расположены на северном склоне горы Айеркухенберг в северном Шварцвальде, недалеко от гостиницы Шеррхоф, на высоте около 700 метров. Несколько небольших безымянных ручьев объединяются в этой области, образуя Ос. Два самых больших ручья имеют собственные названия — Шеррбах и Кельбервассер.

### Течение
От истока река течёт на север до Форелленхофа у Гайсбаха, перепад высот на этом участке составляет около 430 метров. После этого Ос поворачивает на запад, протекает через Обербойерн и к югу от монастыря Лихтенталь, а затем под Лихтенталер-аллее в Баден-Бадене, где возведён пешеходный мост.
До середины 19-го века Ос в этой части долины разделялся на несколько рукавов. 1-го августа 1851 года после сильного ливня вода стала быстро прибывать и смыла деревья и дома, а также разрушила мосты города. Временный мост в Hôtel d’Angleterre позволил гостям курорта добраться до курхауса и казино.
После наводнения были проведены работы, которые привели русло Оса в современный вид.
В Баден-Бадене Ос протекает через Лихтенталер-аллее, Кайзер-аллее, мимо Курхауса, Trinkhalle и отеля Europäische Hof, пересекает площадь Хинденбург-плац и уходит под землю около зала музыкальных фестивалей.
После этого Ос течёт вдоль улицы Шварцвальдштрассе до района Ос.
В 1851 году, чтобы осушить болото, находившееся на том месте, река была пущена по двум каналам. Около церкви Фриденскирхе начинается канал, отводящий воду в Зандбах, текущему из района Бюля. Второй канал ведёт на север и соединяется с рекой Мург.

### Устья
Западный канал впадает в Зандбах, который впадает в Рейн к югу от Иффецхайма.
Северный канал ведёт на восток мимо Зандвейера в Раштатт-Нидербюль. От Зандвейера он называется Ooser Landgraben. Канал впадает в Мург в Раштатте около железнодорожного моста Murgbrücke. Мург впадает в Рейн у Штайнмауэрна.